# اوانجلین لیلی
نیکل اوانجلین لی لی (به انگلیسی: Nicole Evangeline Lilly) (زاده ۳ اوت ۱۹۷۹) بازیگر کانادایی و نامزد دریافت جایزه گلدن گلوب است.

## زندگی
لیلی در سالِ ۲۰۰۳ با موری هون ازدواج کرد که در سال ۲۰۰۴ به طلاق انجامید. او از سال ۲۰۰۴ تا ۲۰۰۹ با دامینیک مانهن در رابطه بود. او از سال ۲۰۱۰با نورمن کالی در رابطه است.

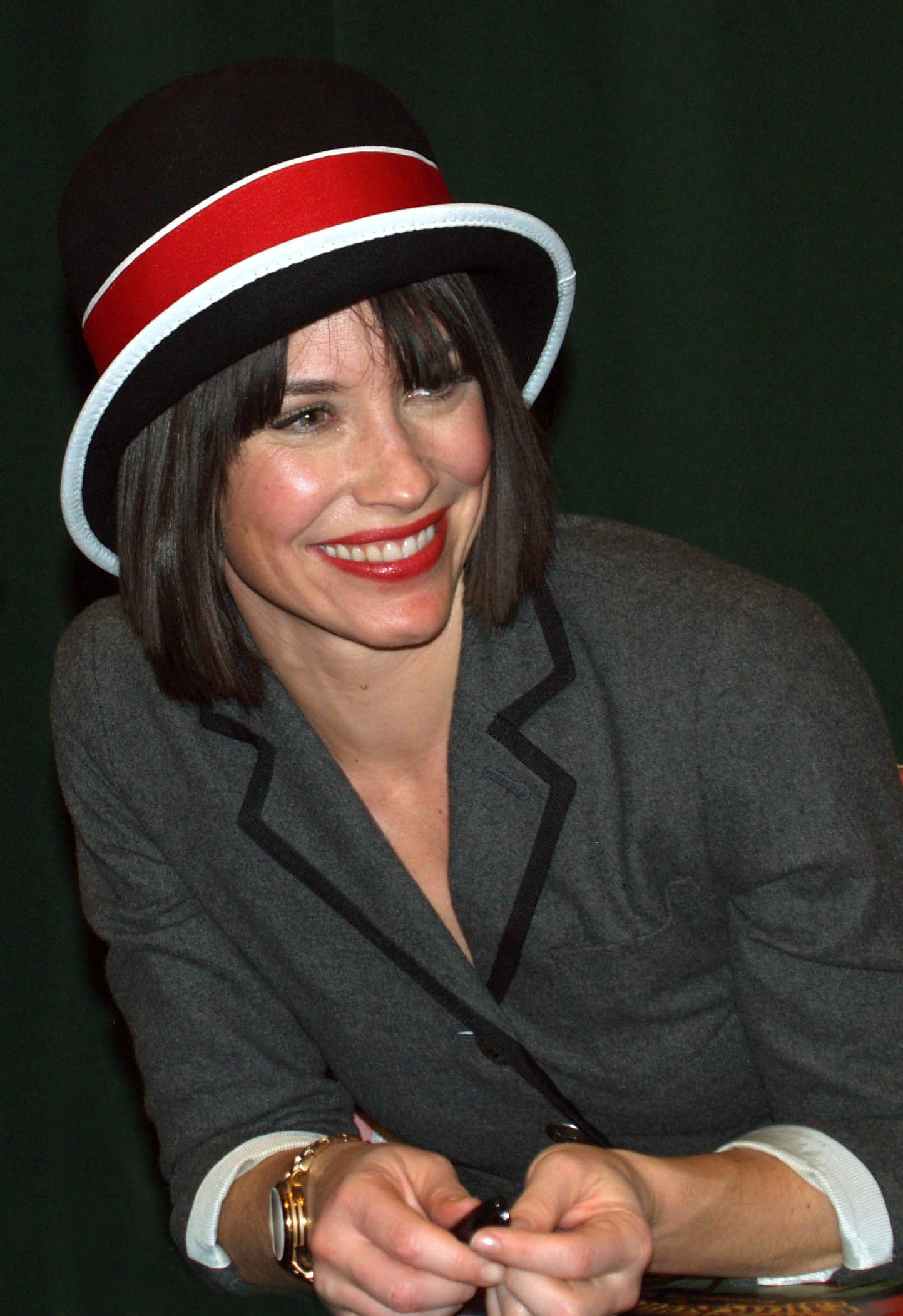
در سال ۲۰۱۴

## فیلم‌شناسی

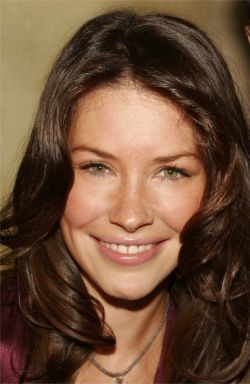
در سال ۲۰۰۷

وی در مجموعه لاست که از شبکه‌ای بی سی آمریکا پخش می‌شد در نقش کیت آستن بازی کرده‌است و همچنین در فیلم هابیت: برهوت اسماگ و هابیت: نبرد پنج سپاه به ایفای نقش تائوریل، فرمانده نظامی پایگاه الف‌ها در میرک وود پرداخته و در فیلم پولاد ناب نیز به ایفای نقش پرداخته‌است. وی همچنین در دنیای سینمایی مارول نقش هوپ پیم/زنبورک را ایفا می‌کند و در فیلم‌های مرد مورچه‌ای، مرد مورچه‌ای و زنبورک و فیلم لیزی مک‌گوایر بازی کرده‌است. او همچنین در فیلم انتقام‌جویان: پایان بازی حضور دارد.

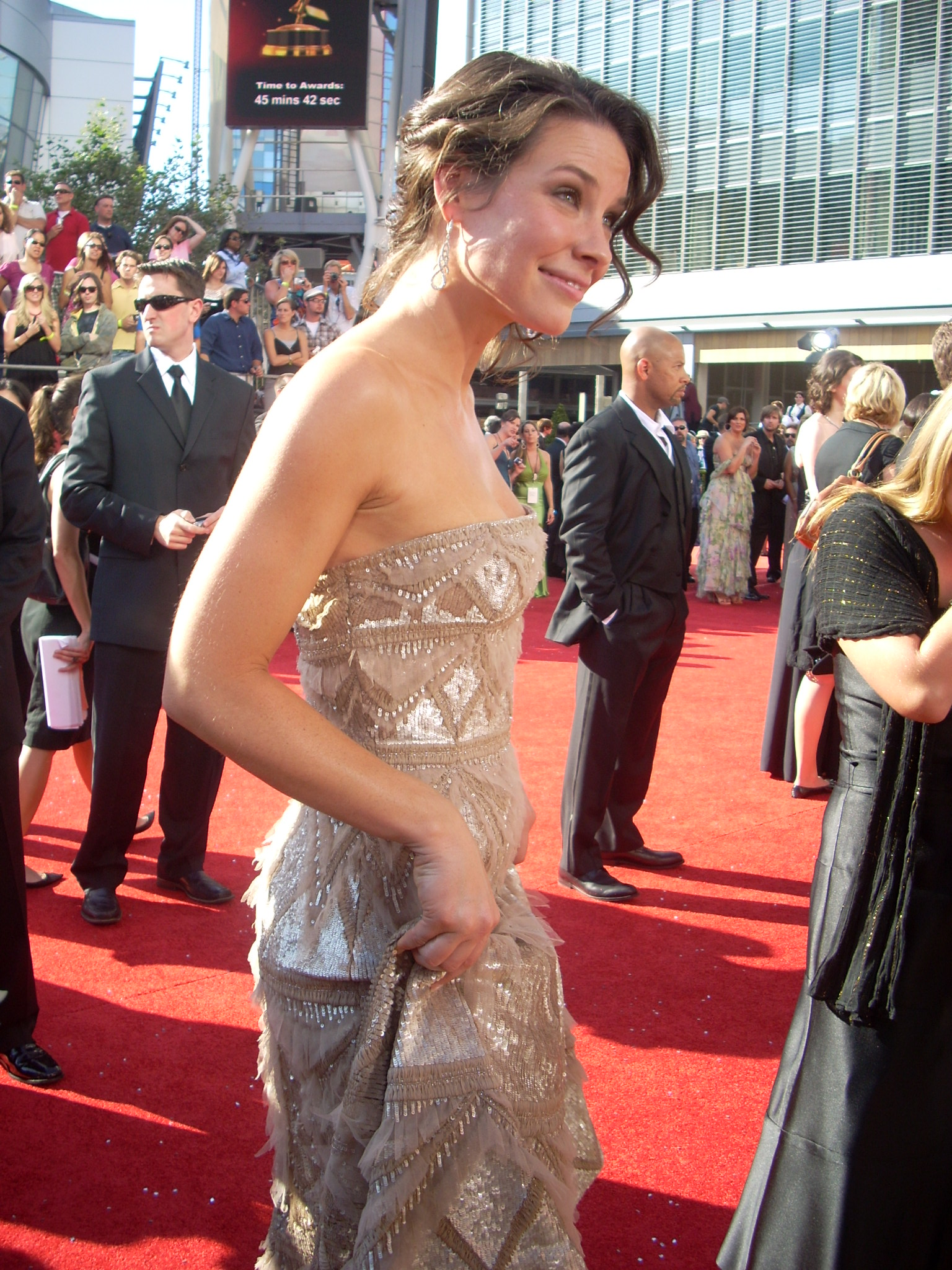
لیلی در شصتمین مراسم جایزه امی، ۲۰۰۸

### فیلم
| سال  | عنوان                                 | نقش                      | یادداشت                 |
| ---- | ------------------------------------- | ------------------------ | ----------------------- |
| ۲۰۰۳ | فیلم لیزی مک‌گوایر                     | افسر پلیس                | بی‌اعتبار                |
| ۲۰۰۳ | فردی علیه جیسون                       | دانش آموز مدرسه کنار قفل | بی‌اعتبار                |
| ۲۰۰۴ | دختران سفیدپوست                       | مهمان مهمانی             | بی‌اعتبار                |
| ۲۰۰۸ | مهلکه                                 | کانی جیمز                |                         |
| ۲۰۰۸ | و بعد …                               | کلر                      | عنوان فرانسوی: Et après |
| ۲۰۱۱ | پولاد ناب                             | بیلی تالت                |                         |
| ۲۰۱۳ | هابیت: برهوت اسماگ                    | تائوریل                  |                         |
| ۲۰۱۴ | هابیت: نبرد پنج سپاه                  | تائوریل                  |                         |
| ۲۰۱۵ | مرد مورچه‌ای                           | هوپ ون دین / واسپ        |                         |
| ۲۰۱۸ | مرد مورچه‌ای و زنبورک                  | هوپ ون دین / واسپ        |                         |
| ۲۰۱۹ | انتقام‌جویان: پایان بازی               | هوپ ون دین / واسپ        |                         |
| ۲۰۲۱ | بحران                                 | کلر ریمان                | پس‌تولید                 |
| ۲۰۲۳ | مرد مورچه‌ای و زنبورک: شیدایی کوانتومی | هوپ ون دین / واسپ        | پس‌تولید                 |

| Denotes films that have not yet been released | فیلم‌هایی را نشان می‌دهد که هنوز منتشر نشده‌اند |

### تلویزیون
| سال       | عنوان    | نقش                                    | یادداشت    |
| --------- | -------- | -------------------------------------- | ---------- |
| ۲۰۰۲–۲۰۰۴ | اسمالویل | دختر مدرسه / دختر در سینما / دوست دختر | ۴ اپیزود   |
| ۲۰۰۴–۲۰۱۰ | لاست     | کیت آستن                               | ۱۰۸ اپیزود |

### بازی ویدئویی
| سال  | عنوان                 | صدای نقش          | یادداشت |
| ---- | --------------------- | ----------------- | ------- |
| ۲۰۱۸ | ندای وظیفه: بلک آپس ۴ | ساوانا میسون-مایر |         |

## افتخارات
- اوانجلین لیلی به عنوان یکی از زیباترین زنان جهان در لیست جهانی BWC ثبت شده‌است.[۷]